# Stenjevec

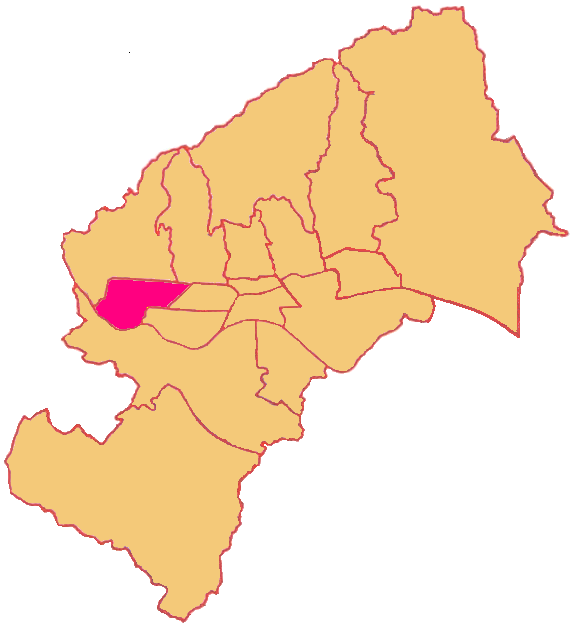
Locatie van district in Zagreb

Stenjevec is een van de stadsdelen van de Kroatische hoofdstad Zagreb. Het is gelegen in het westelijke deel van de stad en heeft (per 2001) 41.257 inwoners.

## Wijken in Stenjevec
- Gajnice
- Malešnica
- "Matija Gubec"
- Stenjevec
- Špansko
- Vrapče-jug

Brezovica · Črnomerec · Donja Dubrava · Donji Grad · Gornja Dubrava · Gornji Grad - Medveščak · Maksimir · Novi Zagreb - istok · Novi Zagreb - zapad · Peščenica - Žitnjak · Podsljeme · Podsused - Vrapče · Sesvete · Stenjevec · Trešnjevka - jug · Trešnjevka - sjever · Trnje